# Josep Maria Socias i Humbert
Josep Maria Socias i Humbert   (Barcelona, 23 d'agost de 1937 - Barcelona, 3 de novembre de 2008) fou un advocat català i batlle de Barcelona entre desembre de 1976 i gener de 1979.

## Biografia
Llicenciat en Dret en la Universitat de Barcelona, el 1964 va ser secretari sindical comarcal de Tarragona. Va pertànyer al Cos Tècnic de Lletrats Sindicals. Fou diplomat en Administració d'empreses, Estudis de Mercat i Cooperació i col·laborador de Solidaridad Nacional, La Prensa, El Noticiero Universal i de Diari de Barcelona. Va ser Inspector assessor provincial de Barcelona el 1966, President de la Corporació Metropolitana de Barcelona, Vicepresident de la Fira Oficial Internacional de Mostres de Barcelona i Vicepresident de l'Exposició Universal de Barcelona.
Es va formar al Frente de Juventudes i feu la seva carrera professional dins la Central Nacional Sindicalista de Barcelona, on el 1967 fou nomenat Delegat Provincial de l'Organització Sindical de Barcelona fins a 1976. El 4 de març 1976 és nomenat Secretari General de l'Organització Sindical, càrrec al qual va dimitir després de la sortida de Rodolfo Martín Villa com a Ministre de Relacions Sindicals, presentant la seva dimissió un dia després davant el ministre Enrique de la Mata. Es va mantenir com a Secretari General de l'Organització Sindical fins a l'arribada d'un substitut que mai arribaria, ja que l'Organització Sindical es va dissoldre a causa de la legalització dels sindicats de classes pel Govern d'Adolfo Suárez.
En la seva etapa de màxim responsable s'encarà a les grans vagues i protestes i inicià el desmuntatge dels sindicats verticals. Es va dedicar a desmuntar, des de dins, l'aparell polític i administratiu de l'ajuntament franquista, en aquell moment governat pel batlle Viola i Sauret.
Subordinat de Martín Villa durant la seva època de Ministre de Relacions Sindicals i de Governador Civil de Barcelona, sent delegat provincial de sindicats a Barcelona, va ser l'home de confiança a Barcelona durant la transició. Segons el futur alcalde socialista Jordi Hereu, va ser l'"arquitecte de la Transició a Barcelona" i un dels millors alcaldes de la ciutat.
Socías fou Alcalde de Barcelona durant la Transició espanyola, nomenat pel Rei Joan Carles I, després de la mort del dictador Franco. Del seu mandat destaca la col·laboració amb l'arquitecte Joan Antoni Solans, que va iniciar el procés de creació de noves places i parcs, la realització d'una dotzena de nous centres cívics, i la compra de terrenys per equipaments. El seu projecte urbà més destacable és la remodelació d'una part del Raval, que tot just s'està completant actualment.
L'any 1977 fou nomenat senador pel rei Joan Carles I, fins al seu cessament l'any 1979. Dins del Senat va integrar-se en el grup de l'Entesa dels Catalans i vocal de la comissió de Presidència del Govern i Ordenació General de l'Administració Pública. Posteriorment es va apropar ideològicament al PSOE.
E 1977 va donar la benvinguda a Josep Tarradellas a Barcelona, amb el qual havia mantingut reunions a França. Abans de la seva arribada Socías li va enviar un telegrama per felicitar la seva tasca. Juntament amb Tarradellas i a la balconada del consistori van saludar a tots els ciutadans catalans que havien vingut per rebre al seu nou president la frase del qual de Ciutadans de Catalunya ja sóc aquí passaria a la història.
L'any 1983 l'Ajuntament de la ciutat i el Govern Civil varen encarregar Josep Maria Socías de constituir una comissió per tal d'estudiar el problema de la seguretat a la ciutat de Barcelona i proposar accions per la seva solució. La Comissió es va constituir i va treballar durant 14 mesos, amb 11 grups de treball, un per cada tema que va considerar rellevant. La comissió va recomanar la creació d'un consell de seguretat urbana. El Consell de Seguretat de la Ciutat de Barcelona es va constituir el 25 de juny de 1984, presidit pel governador Ferran Cardenal, i l'alcalde Pasqual Maragall com a vicepresident.
L'any 2008, la Generalitat de Catalunya li atorgà la Creu de Sant Jordi per l'impuls urbanístic que propicià el desenvolupament de la ciutat, així com la introducció d'un estil proper a la ciutadania.

### Intent d'assassinat
Durant el càrrec d'alcalde de Barcelona, l'organització GRAPO va intentar assassinar-lo, però a causa de la ràpida intervenció de la guàrdia urbana en desmantellar la missió es va poder avisar amb rapidesa a l'escorta. Com a conseqüència del descobriment de l'operació de segrest van ser assassinats, en l'estació de Pubilla Cases, dos membres de la Guàrdia Civil.
Va sofrir diversos intents d'atemptat com el succeït en el seu despatx professional, en el número 42 de la Ronda de Sant Pere, al centre de Barcelona, en el qual mentre estava reunit amb els seus socis el Grup d'Acció Sindicalista es va llançar un artefacte explosiu cap a la sala de reunions. Només va haver-hi danys materials.

### Defunció
Morí el 3 de novembre de 2008 a l'Hospital de la Vall d'Hebron de Barcelona (Barcelonès), a l'edat de 71 anys a causa d'un càncer. Se li van rendir honors al Saló de Cent de l'ajuntament de Barcelona amb la presència d'autoritats, com el President de la Generalitat de Catalunya, José Montilla, l'alcalde Jordi Hereu i Xavier Trias, i amistats, com l'ex Vicepresident del Govern Rodolfo Martín Villa o Miquel Roca. El rei Joan Carles va enviar un telegrama expressant les seves condolences als familiars.